# دمچه‌ای نوک‌کوتاه
دمچه‌ای نوک‌کوتاه (نام علمی: Sylvietta philippae) نام یک گونه از سرده دمچه‌ای‌ها است.